# Houlque (bateau)
Pour les articles homonymes, voir Hulk (homonymie).

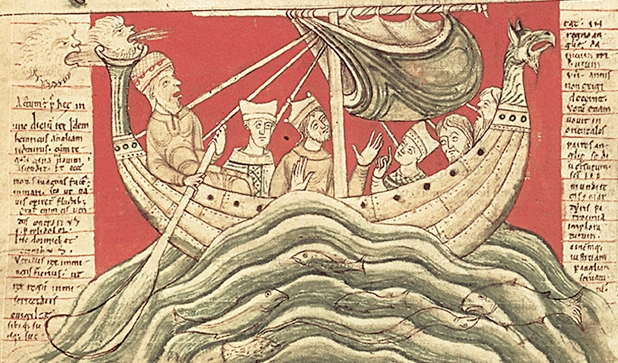
Une page de la chronique de John of Worcester qui décrit Henry I dans un navire Hulk Cette chronique est destinée à montrer les rêves de Henry I.

La houlque est un type de voilier médiéval du Nord de l'Europe, qui a précédé les caraques et caravelles.
Ce type de bateau semble avoir eu un développement relativement mineur en Europe, où il était probablement utilisé comme bateau fluvial, puis maritime, avec un potentiel limité à la navigation côtière. La seule preuve que nous ayons de ce type de voilier sont des documents administratifs et des iconographies.

## Étymologie
Le nom houlque peut provenir du grec holkas, qui signifie "bateau remorqué"[réf. nécessaire], ce qui serait compatible avec l'utilisation de ce type de bateau comme barge fluviale. Le mot « hulk » a également une signification médiévale de "évidé" ou "en forme d'enveloppe" qui convient également à la forme de la houlque basique.

## Historique

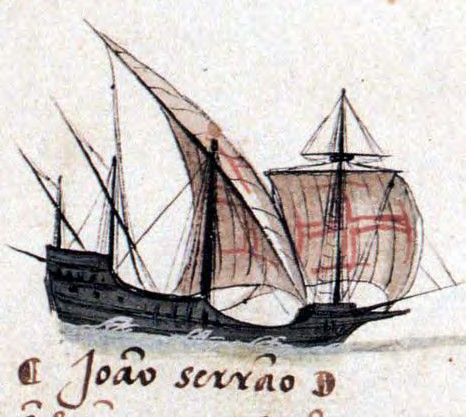
Une caravelle, un type de navire dérivé de la houlque

On ne connait ni la date, ni le lieu d'apparition précis des houlques dans l'Europe médiévale. Il n'y a pas d'épave connue archéologiquement. Un certain nombre d'épaves sont cependant décrites comme appartenant au type des « proto-houlques ». Parmi celles-ci, l'épave d'Utrecht 1 peut en être considérée comme l'archétype. Hors ces épaves, la seule preuve de l'existence de houlques provient :  
- de l'iconographie des navires attribué par les historiens à des houlques,
- et de la documentation médiévale du commerce et de la réglementation[2],[3].

Les références aux houlques dans le code légal britannique d'Aethelred II datent de l'an 1000 de notre ère, en relation avec la taxation des navires.
Au quatorzième siècle, la réglementation anglaise, basée sur une taxation sur le volume et non sur le montant, imposait aux houlques des taxes plus élevées que d’autres navires. Ceci signifie qu’elles transportaient plus de marchandises que d’autres navires donc elles présentaient une taille plus importante à cette époque.
Au XIVe siècle, la Ligue Hanséatique adopte la houlque comme navire principal. Au XVe siècle, elle a été remplacée par la caravelle.

## Description physique
Les représentations de type de navire montrent un seul mât au milieu du navire, généralement grée avec une voile carrée, et deux châteaux, un à l'avant et un à l'arrière.
La coque présente un bordages à clin inversé, ce qui implique un assemblage des virures supérieures en descendant jusqu'à la quille,.
Ces navires ont eu recours à deux types de conception de gouvernail. Les représentations antérieures montraient des carcasses avec un gouvernail latéral à tribord, tandis que les représentations ultérieures comportaient des gouvernails médians.
La conception générale de la houlque semble être empruntée aux traditions de construction navale antérieures. Le mât simple avec une voile carrée et l'utilisation d'un gouvernail latéral semblent être empruntés aux navires viking alors que la forme de la quille est similaire à celle des cogues,,.
Les parties les plus fragiles d'une houlque étaient la proue et la poupe. Ces parties du bateau ont été renforcées par des ajouts dans de pièces de charpente dans la structure du bateau. En utilisant des techniques de construction navale améliorées, la taille du bateau a pu être augmentée jusqu’à ce qu’il puisse supplanter la cogue.

## Usages

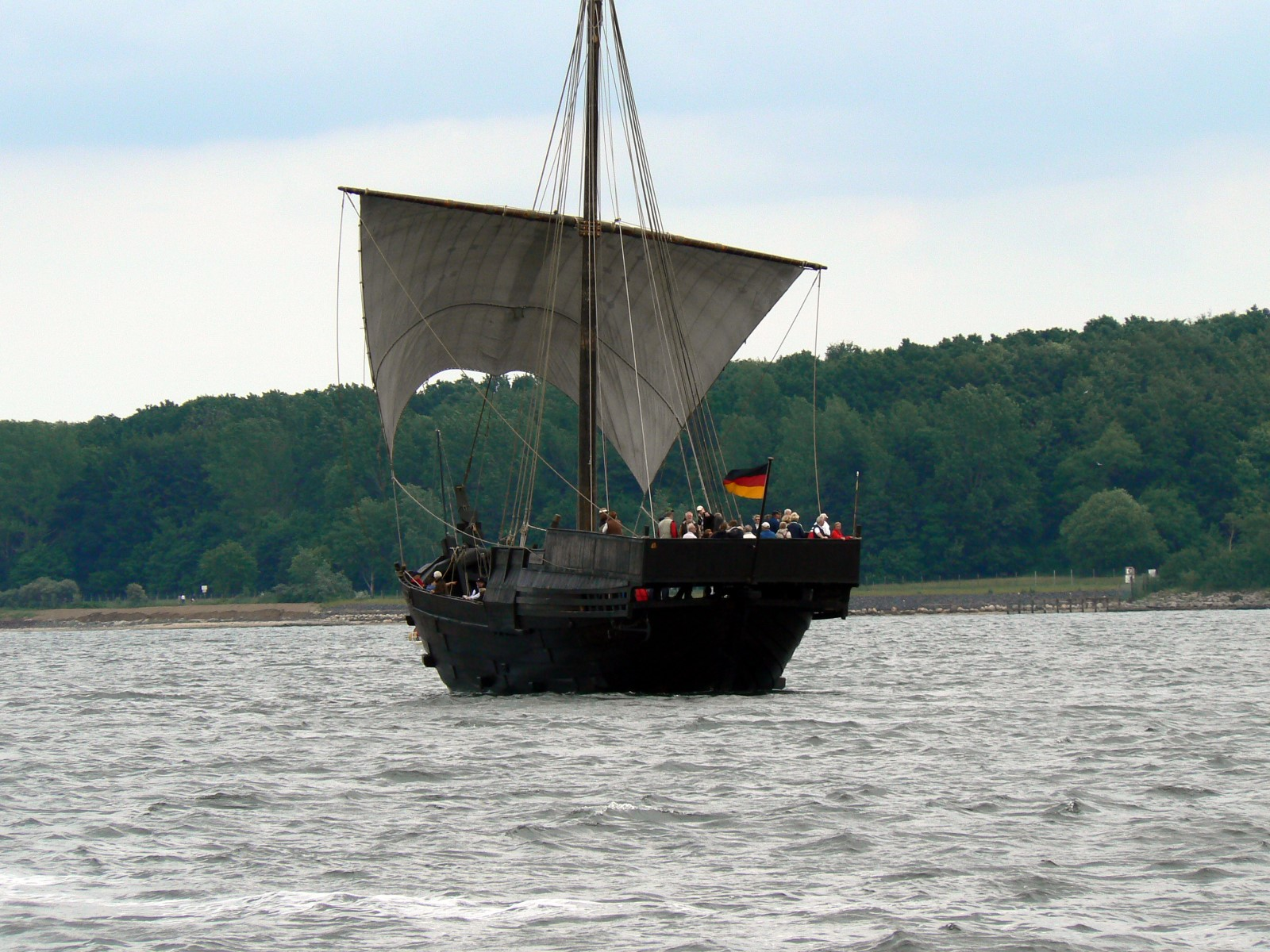
Réplique d'une cogue vers 1380

Il est communément admis que la houlque est à l'origine un navire fluvial. En raison de leur utilisation répandue par la ligue hanséatique, et les documents anglais concernant le commerce, il est admis que la houlque était principalement un cargo,. Il est également possible que des houlques aient servi de navires de guerre.
L'utilisation du gouvernail médian ainsi que des rames décrites dans certains manuscrits enluminés rendrait la houlque plus maniable que la cogue, de plus sa taille plus importante constituant une meilleure plate-forme de combat.

## Représentations de Houlques de l'Europe médiévale
- Sceau de la ville de New Shoreham (1295) - Sceau qui représente un navire ressemblant à une houlque avec un seul mât centré, deux châteaux à chaque extrémité et un bordé à clin inversé[3].
- John of Worcester's Chronicle (achevé avant sa mort en 1140)
- La vie de saint Thomas de Cantorbéry (1240)
- Livre d'images bibliques de Holkhan (c. 1327-35)
- La vie des saints Edmund et Fremund de John Lydgate (v. 1443-1444)
- Sceau de la cour d'amirauté de Bristol (1446)